# 1-Chlor-2-methylpropen
1-Chlor-2-methylpropen ist eine chemische Verbindung aus der Gruppe der aliphatischen ungesättigten Halogenkohlenwasserstoffe.

## Gewinnung und Darstellung
1-Chlor-2-methylpropen kann durch Reaktion von tert-Butylhypochlorit mit einem Gemisch aus Isobutylen und Essigsäure gewonnen werden.

## Eigenschaften
1-Chlor-2-methylpropen ist eine leicht entzündbare, leicht flüchtige, farblose Flüssigkeit, die sehr schwer löslich in Wasser ist.

## Verwendung
1-Chlor-2-methylpropen wird zur Untersuchung der Mehrfachanregung von α-Chlorolefinen durch Infrarotphotonen verwendet. Im Allgemeinen wird es nicht kommerziell genutzt, sondern für Forschungszwecke verwendet. So wird es in organischen Synthesen und als chemisches Zwischenprodukt für die Herstellung von Isobutylenverbindungen für Laborzwecke verwendet.

## Sicherheitshinweise
Die Dämpfe von 1-Chlor-2-methylpropen können mit Luft ein explosionsfähiges Gemisch (Flammpunkt −22 °C, Zündtemperatur 555 °C) bilden.